# СН (электросекция)
СН (северная новая) — опытная моторвагонная электросекция постоянного тока, выпущенная Рижским вагоностроительным заводом в двух экземплярах, собранных в единый поезд. Отличается от предыдущих электропоездов Ср производства РВЗ новым кузовом с более просторной кабиной управления в одном из вагонов на каждую секцию и более мощными тяговыми электродвигателями (ТЭД), которые, к тому же, имеют опорно-рамную подвеску. Является своего рода переходным звеном от электросекций С к электропоездам ЭР. Заводское обозначение — 62-08.

## История создания и выпуска
Электросекции СР3 имели опорно-осевую подвеску тягового электродвигателя, которая не позволяла развивать высоких скоростей, поэтому в 1950 году ВНИИЖТ разработал техническое задание на проектирование МВПС для линий электрифицированных на постоянном токе напряжением 3000 В. Согласно заданию поездную единицу следовало проектировать в двух вариантах: трёхвагонная (прицепной — моторный — прицепной) и двухвагонная (моторный — прицепной). Вагоны должны были иметь кузова длиной 23,6 м (с использованием по ширине габарита 2В), ТЭД, установленные на раме тележки (подвеска II класса), и электрическое оборудование, рассчитанное на работу с электрическим торможением и без него. Позже задание изменили: требовалась трёхвагонная секция с длиной кузова вагона 19,3 м без электрического торможения. В 1953 году конструкторский отдел Рижского вагоностроительного завода под руководством В. О. Колесниченко разработал проект новой секции, рассчитанной на движение со скоростью до 130 км/ч. Проекту электросекции было присвоено обозначение серии СН (северная, новая).
Электрическое оборудование для новой секции проектировалось и изготавливалось Московским заводом Динамо и Рижским электромашиностроительным заводом; изготовление механической части и монтаж электрооборудования велись Рижским вагоностроительным заводом. В 1954 году указанные выше заводы изготовили первую трёхвагонную секцию (СН-001). Вторая секция (СН-002), которая стала последней, была выпущена в 1955 году.
Первая электросекция прошла предварительные испытания в Риге, а в январе 1955 года прибыла в Москву для дальнейших испытаний. Она совершила несколько поездок по испытательному кольцу полигона в Щербинке, а также испытывалась на линии между Москвой и Клином Октябрьской железной дороги. 23 февраля 1955 года, двигаясь на участке Москва — Крюково, секция набрала скорость 120 км/ч.

## Общие сведения

### Назначение
Электросекции СН предназначены для пригородных пассажирских перевозок на участках железных дорог колеи 1524 мм, электрифицированных постоянным током номинального напряжения 3 кВ. Трёхвагонные секции могли эксплуатироваться как самостоятельно, так и совместно в шестивагонном составе. Первоначально они были рассчитаны на эксплуатацию на участках только с высокими платформами, позднее конструкция дверей была переделана для низких платформ.

### Составность
Электросекция состоит из трёх вагонов разных категорий:
- прицепного головного (Пг) — без ТЭД, с большой (основной) кабиной управления и межвагонным переходом с другого торца;
- моторного промежуточного (Мп) — с ТЭД и токоприёмниками, без кабины управления и межвагонными переходами с обоих торцов;
- прицепного промежуточного (Пп) — без ТЭД, с малой (дополнительной) кабиной управления и межвагонными переходами с обоих торцов. Несмотря на наличие кабины управления, в данной статье такой вагон отнесён к категории промежуточных, поскольку малая кабина предназначена для выполнения вспомогательных функций (см. ниже), а вагон с двумя межвагонными переходами адаптирован для эксплуатации внутри состава.

Трёхвагонные секции могли эксплуатироваться как самостоятельно (в композиции Пг+Мп+Пп), так и в сдвоенном режиме в виде шестивагонного состава, при котором сцепление двух таких секций осуществлялось со стороны промежуточного вагона, то есть в композиции Пг+Мп+Пп+Пп+Мп+Пг. При одиночной эксплуатации при следовании в одну сторону машинист управлял поездом из большой кабины головного вагона, а при следовании в другую — из малой кабины промежуточного, при сдвоенной эксплуатации управление велось только из кабин головных вагонов. Поскольку на вагоне Пп отсутствовал прожектор, полноценно управлять секцией из малой кабины в тёмное время суток было невозможно, но в любое время суток из неё можно было производить, например, маневровые работы.

### Нумерация и маркировка
Электросекции СН получили трёхзначные номера 001 и 002. В отличие от более поздних поездов РВЗ, маркировка с обозначением серии и номера состава через дефис на лобовой части у них отсутствовала, и номера составов можно было узнать только из номеров вагонов на их бортах (последние три цифры совпадали для всех вагонов секции).
Согласно сохранившимся фотографиям и кинохронике, маркировка с обозначением серии и номера вагона во время испытаний и далее имелась по бортам вагонов на уровне стёкол сбоку от входных дверей обоих тамбуров. Номера вагонов состояли из двух частей — номера вагона в секции и номера самого состава, то есть маркировка имела вид СН-0YXXX, где Y — номер вагона, а XXX — номер состава. В пределах секции вагоны Пг получали номер 3, вагоны Мп — 2, вагоны Пп — 4. Как маркировались вагоны в производстве доподлинно неизвестно. В книге В. А. Ракова и основанных на ней источниках приведены номера вагонов Мп как 2001 и 2002, то есть изначально цифра 0 перед номером вагона могла отсутствовать, маркировка на вагонах тогда бы имела вид СН-YXXX.
Таким образом, нумерация вагонов первой электросекции, начиная от головного, имела вид 03001—02001—04001, а второй — 03002—02002—04002. Шестивагонный состав соответственно формировался по схеме 03001—02001—04001—04002—02002—03002.
В середине лобовой части поезда (между автосцепкой и лобовыми стёклами) имелась эмблема РВЗ соответствующего периода.

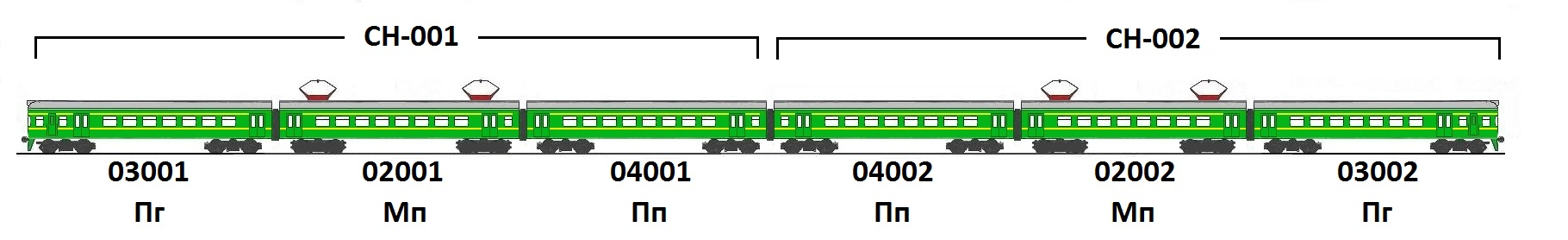
Схема формирования электропоезда из двух моторвагонных секций серии СН

### Технические характеристики
Основные параметры электросекции:
- составность — 3 вагона;
- осевая формула:
  - вагона Мп — 20-20;
  - вагонов Пг, Пп — 2-2;
- ширина колеи — 1524 мм;

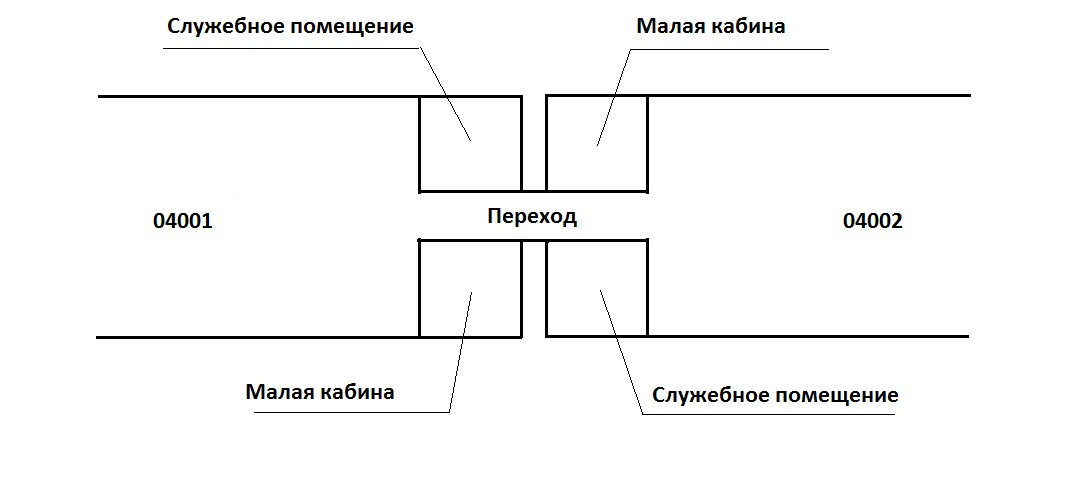
Сцепление моторвагонных секций СН по вагонам Пп (вид сверху)

- длина вагона по кузову — 19 300 мм;
- число мест для сидения:
  - вагона Пг — 88;
  - вагонов Мп, Пп — 104;
- масса:
  - вагона Мп — 61,2 т;
  - вагонов Пг, Пп — 43,5 т;
- тяговые характеристики:
  - напряжение и род тока — 3 кВ постоянного тока;
  - выходная мощность (часового режима) — 1×4×200=800 кВт;
  - конструкционная скорость — 130 км/ч.

## Конструкция

### Механическая часть

#### Кузов

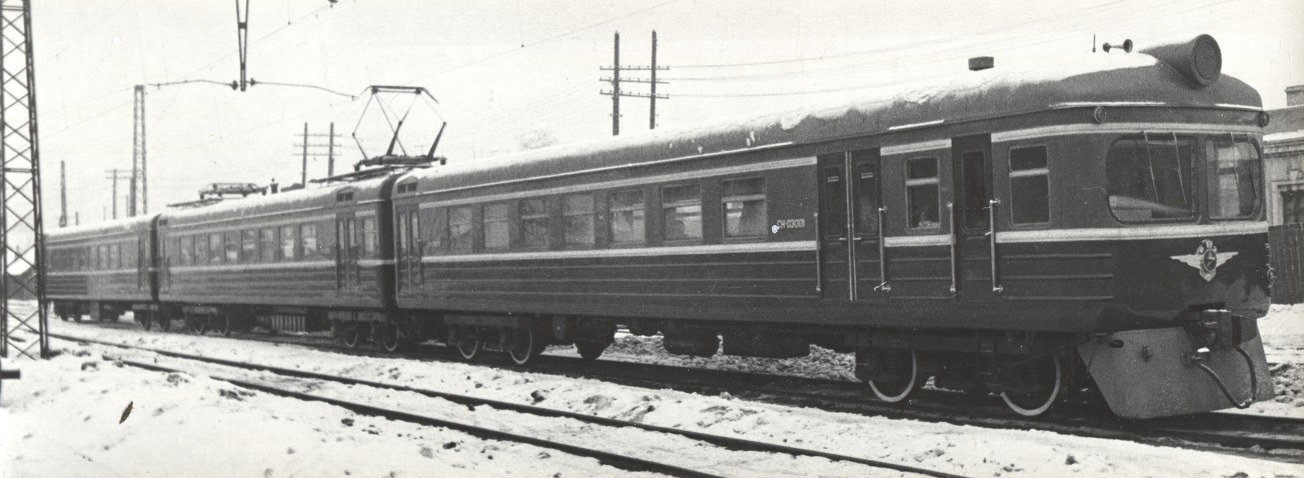
Электросекция СН-001 в полной составности

Кузова вагонов электросекции были цельнометаллическими сварной конструкции и состояли из рамы, боковых и торцевых стен и крыши. По торцам вагонов на уровне рамы расположены автосцепки СА-3. Все стенки вагона, включая лобовые, торцевые и боковые, являются прямыми и расположены вертикально. Крыша каждого вагона имела дугообразную полуфонарную форму с плавными скатами по бокам.
Вагоны Пг имели новую форму лобовой части со стороны кабины управления с плавными скруглёнными углами и двумя большими лобовыми стёклами. Буферные фонари на лобовой части кабины отсутствовали, имелись лишь три небольших красных хвостовых огня круглой формы (два верхних над стёклами и один нижний правый на уровне между окнами и автосцепкой) и круглый головной прожектор в середине торцевой части крыши. Ниже автосцепки на головной части вагона Пг имелся метельник, конструкция которого у каждой из секций была своя: СН-001 имела сплошной метельник, а СН-002 — с рядом вертикальных прорезей.
Торцевые промежуточные стенки вагонов были гладкие, в середине имелись закрытые межвагонные переходы. Вагон Пп имеет малую кабину, расположенную справа от межвагонного перехода по направлению движения этой кабиной вперёд. С этой стороны на крайнем торце этого вагона имелось небольшое окно, в зоне которого был оборудован дополнительный пульт управления (по аналогии с электросекциями С).
Боковые стенки вагонов имели выступающие горизонтальные полосы под и над окнами. Окна располагались в верхней половине боковых стенок вагонов между толстыми полосами, под центральной полосой на боковых стенках имелись три гофра. Расположение окон и дверей по бортам вагонов было симметричным относительно продольной оси для всех типов вагонов, то есть напротив окна или двери определённого типа правого борта находился аналогичный элемент на левом борту.
Вагон Пг, начиная от кабины машиниста, имел на борту малое окно самой кабины, после которого шла одностворчатая поворотная дверь тамбура кабины для входа и выхода локомотивной бригады. Под этой дверью располагалась вертикальная лестница для возможности входа и выхода бригады с уровня насыпи или низкой платформы. После этой двери располагалось малое окно служебного помещения, а далее двустворчатые ручные пассажирские двери первого пассажирского тамбура, изначально рассчитанного для посадки и высадки пассажиров только на высокие платформы. После дверей первого тамбура располагались семь больших окон пассажирского салона, а в конце аналогичные двери второго тамбура.
На борту вагона Пп, начиная от торца с дополнительной кабиной, сначала располагалось малое окно (с одного борта это было окно кабины, а с противоположного — окно служебного помещения, находившегося по другую сторону от центрального прохода). Далее имелись двери пассажирского тамбура (аналогичные описанным выше), восемь больших окон пассажирского салона и двери второго тамбура.
Вагоны Мп секций СН-001 и СН-002 отличалась друг от друга по конструкции кузова. В первой секции окна и двери на борту вагона Мп располагались аналогично вагону Пп, только вместо малой кабины напротив служебного помещения располагалось ещё одно. В отличие от этого вагона, во второй секции вагон Мп не имел служебных помещений (то есть после дверей пассажирского тамбура имелись восемь больших окон и двери второго тамбура).
Таким образом, с каждой стороны любого вагона имелось по два выхода, до внесения изменений в конструкцию которых они подходили только для высоких платформ. Впоследствии двери поезда были переоборудованы для выхода на низкие платформы — для этого дверные створки были утоплены в корпус вагона, оборудованы наружные дверные ниши, а под дверями установлено несколько подножек для подъёма и спуска между тамбуром и низкой платформой.

#### Тележки
Кузов каждого вагона опирался на две двухосные тележки. Вагоны Пг и Пп имели немоторные тележки (осевая формула прицепного вагона 2-2). Тележки вагона Мп, как было сказано выше, имели ТЭД, установленные на раме. На каждой моторной тележке имелось по два ТЭД с индивидуальным приводом на колёсные пары (осевая формула моторного вагона 20-20).

### Электрооборудование
Электросекция получала энергию от верхней контактной сети через токоприёмники в виде пантографов, установленных на крыше моторного вагона. На каждом моторном вагоне имелось по два токоприёмника, установленных вблизи торцов вагона.
Особенность устройства новых электропоездов заключалась в размещении части электрического оборудования (мотор-компрессоров и динамоторов) на прицепных вагонах.
Моторный вагон новой секции имел четыре ТЭД типа ДК-106. Эти двигатели имели часовую мощность по 200 кВт и были рассчитаны на работу при напряжении на коллекторе 1500 В. При массе моторного вагона 61,2 т и прицепных вагонов 43,5 т у новой секции мощность, приходящаяся на тонну массы, составила (787 : 148,2 = 5,З кВт/т) 7,2 лс/т против (662 : 139 = 4,76 кВт/т) 6,45 лс/т секции серии СР. Это позволило новой секции иметь более высокие скорости движения по сравнению с секциями СР.
Подвеска ТЭД на раме тележки предохраняла их от жестких ударов при прохождении неровностей пути, она же уменьшала воздействие моторного вагона на путь. Независимая от колесной пары подвеска ТЭД и передача от него вращающего момента к малому зубчатому колесу через шарнирное устройство до моторных вагонов пригородного типа были применены на моторных вагонах типов В4 и Д, использовавшихся в Московском метрополитене. Тележки вагонов СН были выполнены цельносварными, а их буксы имели роликовые подшипники. Тележки прицепных вагонов выполнены унифицированными с тележками прицепных вагонов секций серии СР3 выпуска 1957 года.

### Интерьер

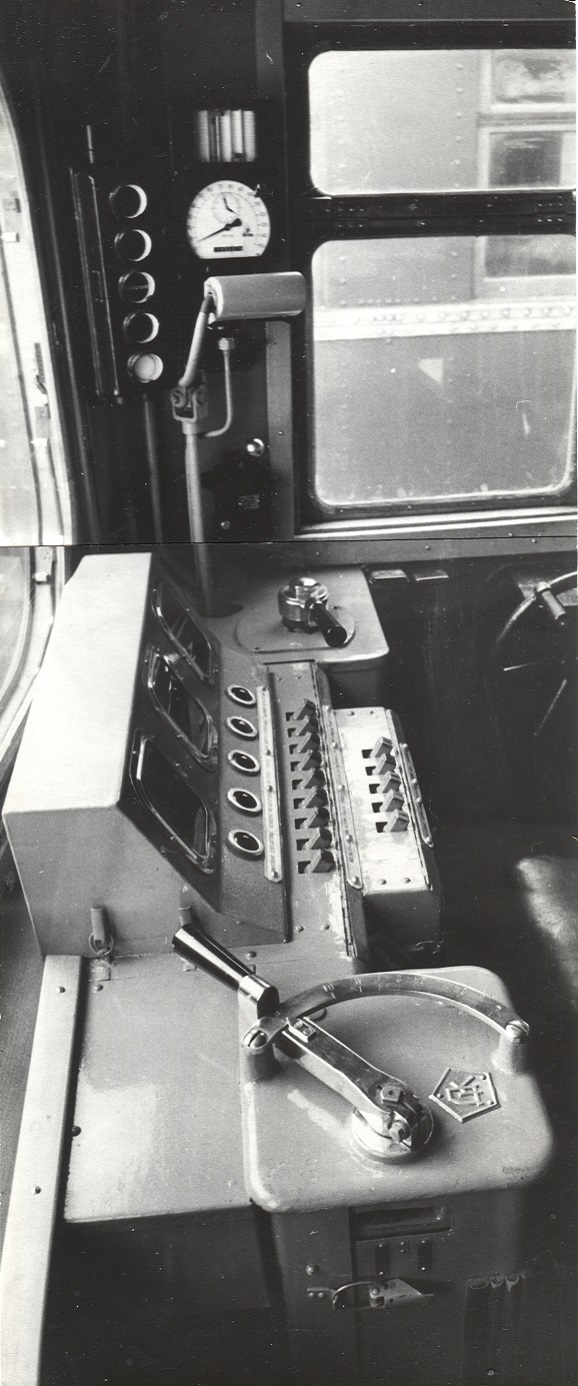
Пульт управления в кабине машиниста

Бо́льшая площадь внутреннего пространства вагонов отведена под пассажирский салон, расположенный между двумя тамбурами для входа и выхода пассажиров. В передней части вагона Пг размещена просторная кабина машиниста, у вагона Пп с правой стороны от центрального прохода имелся дополнительный пост управления для возможности самостоятельной эксплуатации секции.

#### Пассажирский салон

Прицепной промежуточный вагон электросекции СН-002

Раздвижными двустворчатыми дверями салон отделён от тамбуров, расположенных по концам вагонов. Для входа пассажиров с платформы в вагон (или наоборот), по концам вагонов расположены двустворчатые двери, открываемые вручную. Между вагонами имеются замкнутые шатровые переходы. В переднем тамбуре вагона Мп расположена перегородка с дверью в кабину машиниста.
Основную площадь салона занимают полужёсткие кожаные диваны, которые расположены в два ряда вдоль салона по бокам от центрального прохода с посадкой лицом вдоль направления движения. Спинки диванов размещены напротив промежутков между боковыми окнами или по краям салона. Большая часть диванов — двусторонние 6-местные (по три места с каждой стороны), диваны по краям салона — односторонние 2-местные. Салон головного вагона имеет два ряда по семь окон, промежуточных — по восемь. В промежуточных вагонах число сидячих мест составляет 104, в головном — 88.
Освещение салонов осуществлялось светильниками прямоугольной формы с лампами накаливания, расположенными на потолке в два ряда по бокам от центрального прохода. Вагоны снабжались принудительной вентиляцией и калориферным отоплением.

#### Кабина машиниста
Головные вагоны поезда имели новые просторные кабины машиниста с двумя лобовыми стёклами. По сравнению с электропоездами С кабины были существенно удлинены, появился служебный тамбур и ведущие в него боковые наружные двери. Пульт и кресло машиниста располагались с правой стороны кабины, кресло помощника — с левой. Слева от основной приборной панели пульта управления располагалась стойка с поворотной рукояткой контроллера. Справа на углу между лобовым и боковыми стёклами находился скоростемер и локомотивный светофор, повторяющий показания стационарных светофоров.

## Эксплуатация и дальнейшая судьба составов
После описанных выше испытаний обе секции были сцеплены в единый состав. В 1958 году их передали с Октябрьской на Северную дорогу, а затем на Свердловскую, где они работали до 1962 года, после чего были исключены из инвентаря.

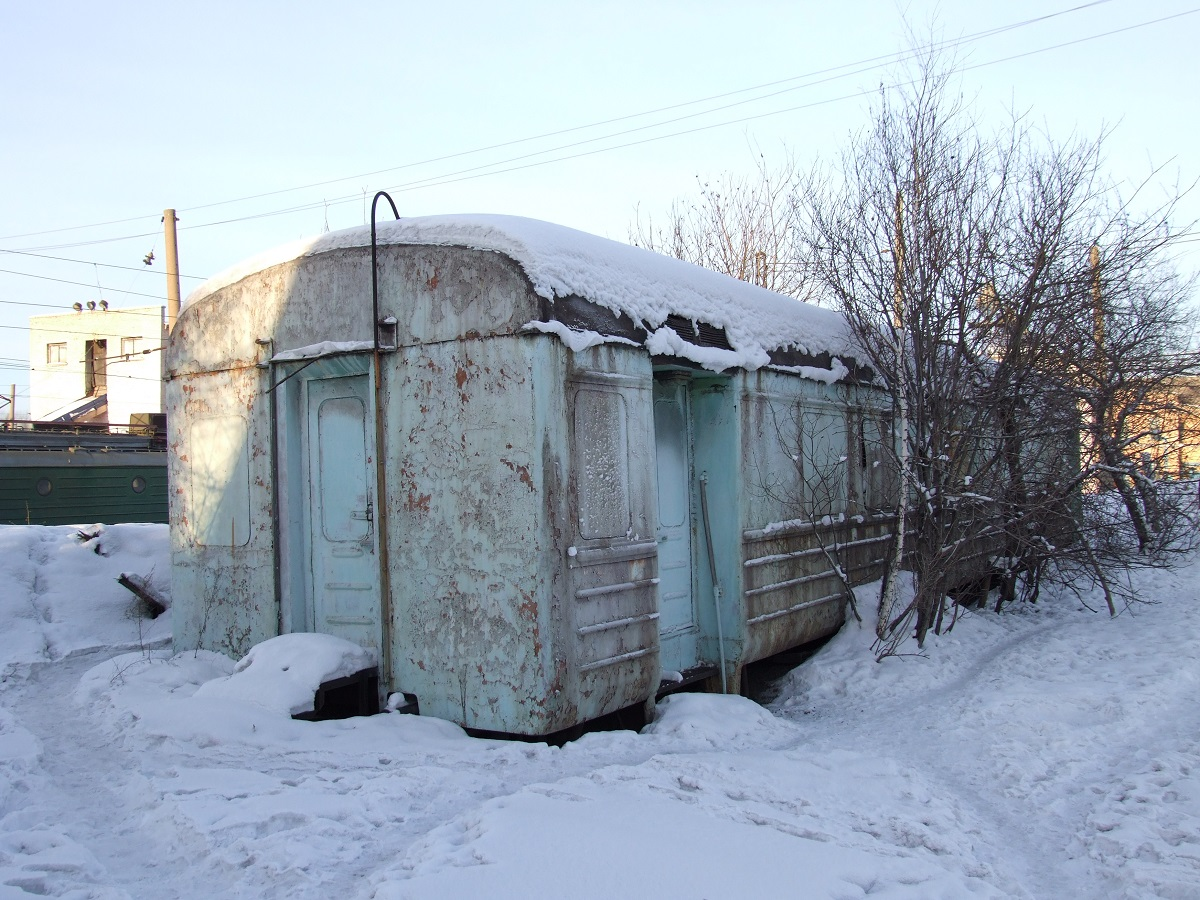
Прицепной вагон 04 электропоезда СН-002 со стороны дополнительной кабины на территории депо Смычка

Причиной прекращения эксплуатации трёхвагонных секций стала их недостаточная удельная мощность на фоне увеличения скоростей поездов. Новые локомотивы водили поезда с более высокими скоростями, и в этих условиях от пригородных поездов также требовалось повышение маршрутной скорости, что можно было достичь более высокими ускорениями при пуске. На электросекциях СН соотношение числа прицепных вагонов к моторным составляло по-прежнему 2 к 1, что, несмотря на увеличенную мощность ТЭД, было уже недостаточно, то есть требовалось сокращение этого соотношения до 1 к 1, так как в этом случае возрастала средняя удельная мощность. Поэтому рижские заводы на основе конструкции секций СН разработали, а с 1957 года начали выпускать электропоезда серии ЭР1, состоявшие из двухвагонных секций.
После списания электросекции были расформированы, а некоторые вагоны стали использоваться в качестве бытовок. По состоянию на 2020-е годы в качестве сараев с забитыми окнами без тележек сохранилось не менее двух вагонов — промежуточный прицепной от секции 002 в депо Смычка и головной от секции 001 на станции Чусовская.